# Wilcoxius truncus
Wilcoxius truncus là một loài ruồi trong họ Asilidae. Wilcoxius truncus được Martin miêu tả năm 1975. Loài này phân bố ở vùng Tân nhiệt đới.